# SC Gagnoa
Der Sporting Club de Gagnoa, auch bekannt als SC Gagnoa, ist ein ivorischer Fußballverein aus Gagnoa. Aktuell spielt der Verein in der zweiten Liga des Landes, der Ligue 2.

## Erfolge
- Ivorischer Meister: 1976
- Ivorischer Vizemeister: 2013/14, 2017/18, 2021/22
- Ivorischer Pokalfinalist: 1971, 1975, 1978, 1979, 1984, 1985, 1990
- Ivorischer Supercupsieger: 1976, 1978

## Stadion
Der Verein trägt seine Heimspiele im Stade Victor-Biaka-Boda in Gagnoa aus. Das Stadion hat ein Fassungsvermögen von 20.000 Personen.

## Trainerchronik
| Trainer               | Nation         | von                | bis              |
| --------------------- | -------------- | ------------------ | ---------------- |
| Mory Boudo            | Elfenbeinküste | 29. August 2014    | 30. Juni 2015    |
| Oussou Israël         | Elfenbeinküste | 22. August 2017    | 21. Juni 2019    |
| Siaka Traoré          | Elfenbeinküste | 10. Juli 2019      | 5. November 2019 |
| Koffi Kablan Marcelin | Elfenbeinküste | 18. September 2020 | heute            |